# Зеркало (музыкальный коллектив)
«Зе́ркало» — советский ансамбль театрализованной авторской песни, созданный в 1980 году в Свердловске.

## История
В 1979 году на семинаре руководителей и участников клубов самодеятельной песни Свердловской области, проходившем на оз. Таватуй, выпускник Уральской консерватории, преподаватель музыкальной школы по классу баяна Сергей Молебнов предложил уже известному тогда дуэту исполнителей в составе Сергея Саловарова и Александра Кувалдина, лауреатов Ильменского фестиваля (1977), объединиться в ансамбль. Репетиции начались в апреле 1980 года, после последнего публичного выступления дуэта. Четвёртым участником коллектива, получившего название «Зеркало», стал Дмитрий Миронов. 
Отличительными чертами «Зеркала» стали многоголосие, акустическое звучание, звуковые спецэффекты из шумовых инструментов, театрализация выступлений. Такого рода коллективов в нашей стране ещё не было. Дебютом ансамбля можно считать выступление на Свердловском областном фестивале бардовской песни «Весна КСП» (станция Коуровка, река Большой Шишим) 17—18 мая 1980 года.
Практически все исполнявшиеся «Зеркалом» произведения написаны руководителем Сергеем Молебновым на стихи таких известных поэтов, как Семён Кирсанов, Андрей Вознесенский, Николай Гумилёв, Александр Блок, Юрий Левитанский, Назым Хикмет, Федерико Гарсиа Лорка, Пабло Неруда… Наиболее популярные песни «Зеркала» — «Музыка, свет неближний» (С. Молебнов — Ю. Левитанский), «Свадебная цыганочка» (С. Молебнов — А. Вознесенский), «Жираф» (С. Молебнов — Н. Гумилёв), «Зелёная лампа» (В. Мешавкин — М. Сипер).
В июне 1980 года ансамбль «Зеркало» признан открытием VIII Ильменского фестиваля авторской песни. А «Карусель» Семёна Кирсанова на музыку руководителя ансамбля С. Молебнова — это настоящий мини-спектакль, театральное действо в стиле русских скоморохов, где каждый из участников не просто создаёт свой образ, но и «рисует» атмосферу, в которой он живёт, тонко передаёт человеческие взаимоотношения, их характер.
Дальше были победы на фестивалях «Купелинка» (Минск, 1980), «Медео» (Алма-Ата, 1980). Концерты ансамбля «Зеркало» проходили в Свердловске, Нижнем Тагиле, закрытом городе Свердловск-44, Перми, Калуге, Москве, Риге, Пущино-на-Оке и других городах Советского Союза. В апреле 1982 года состоялось выступление в ЦК комсомола Казахской ССР (г. Алма-Ата).
В 1981 году на Свердловском телевидении был записан единственный студийный альбом ансамбля «Зеркало». Вышло несколько телепередач с участием коллектива.
В середине 1980-х в деятельности «Зеркала» наступил перерыв, связанный с переходом С. Молебнова на работу в Павлодарскую филармонию. Через несколько лет, по возвращении Сергея, коллектив ненадолго возродился. Состоялся грандиозный концерт в актовом зале Свердловского обкома ВЛКСМ. По воспоминаниям очевидцев, зал был забит битком. Однако вскоре Сергей Молебнов уехал на постоянное жительство в Ленинград, где пытался создать театр песни «Зеркало», и ансамбль окончательно прекратил свою деятельность.
Ансамбль «Зеркало» — легенда движения КСП 1980-х годов. В разное время произведения из его репертуара исполняли известные барды Олег Митяев, Юрий Гарин и др. Бард Сергей Минин посвятил ансамблю свою песню «Комната смеха». Поэт Михаил Сипер написал стихотворение "Посвящение «Зеркалу».

## Состав
До середины 1980-х ансамбль являлся квартетом:
- Сергей Молебнов — вокал, 6-струнная гитара, автор песен (композитор), руководитель ансамбля
- Александр Кувалдин — вокал, 12-струнная гитара
- Сергей Саловаров — вокал, 6-струнная гитара, флейта, перкуссия
- Дмитрий Миронов — вокал, скрипка

После гибели Дмитрия Миронова в состав ансамбля вошли:
- Виктор Смирнов — скрипка
- Борис Черданцев — контрабас

## Признание
- Лауреат фестиваля «Весна КСП», Свердловская область, 1980 год
- Лауреат Ильменского фестиваля авторской песни, Челябинская область, 1980 год
- Лауреат фестиваля авторской песни «Купелинка», г. Минск, Белорусская ССР, 1980 год
- Лауреат фестиваля авторской песни на «Медео», г. Алма-Ата, Казахская ССР, 1982 год

## Песни
- Антверпен (С. Молебнов — А. Вознесенский)
- Балаган (С. Молебнов — А. Блок)
- В доме без крыши и стен (С. Молебнов — ?)
- Великан с голубыми глазами (С. Молебнов — Назим Хикмет)
- Вечерние мелодии, или Мещанская обстановочка (С. Молебнов — С. Молебнов)
- Жираф (С. Молебнов — Н. Гумилёв)
- Звон бубенцов (С. Молебнов — Л. Ваксман)
- Зелёная лампа (В. Мешавкин — М. Сипер)
- Карусель (С. Молебнов — С. Кирсанов)
- Музыка, свет неближний (С. Молебнов — Ю. Левитанский)
- На фоне Пушкина снимается семейство (С. Молебнов — Б. Окуджава)
- Неведомый корабль (С. Молебнов — Пабло Неруда)
- Пароход влюблённых (С. Молебнов — А. Вознесенский)[12]
- Путаница (С. Молебнов — нем. баллада, перевод Л. Гинзбурга)
- Ресторанная (свадебная) цыганочка (С. Молебнов — А. Вознесенский)
- Синие гусары (С. Молебнов — Н. Асеев)
- Снова на коне (С. Молебнов — ?)
- Сонет «Я боюсь потерять это светлое чудо…» (С. Молебнов — Ф. Г. Лорка, перевод М. Кудинова)
- Старый мир (С. Молебнов — Л. Мартынов)
- Хорошо на свете (Как прекрасен этот мир, в нём столько счастья…)
- Цирк (С. Молебнов — Б. Окуджава)